# 新情報センター
一般社団法人新情報センター（しんじょうほうセンター）は、全国規模の世論調査、市場調査、実態調査の実施、結果の集計・分析・報告書の作成等、精度の高い調査を行っている団体。元内閣府所管。

## 概要
- 所在：東京都渋谷区恵比寿1-19-15 ウノサワ東急ビル1階
- 設立：1972年1月10日
- 会長：美添泰人

## 組織

### 事務局
- 総務部
- 企画部
- 監査部
- 管理部
  - 支社局
  - 調査員